# Paskal Trokshi
Paskal Trokshi też jako: Pashk Trokshi, Pasquale Troksci (ur. 2 stycznia 1850 w Delbnisht, zm. 29 lipca 1917 w Rzymie) – albański biskup katolicki, metropolita archidiecezji Skopje w latach 1892-1908.

## Życiorys
Syn Jaka Trokshiego i Dielli z d. Vathi. W dzieciństwie utracił rodziców i wraz z bratem Hilem zamieszkał u rodziny matki. Po ukończeniu seminarium w Szkodrze w 1873 został wyświęcony na księdza. Pracował jako sekretarz arcybiskupa Durrës Raffaele d’Ambrosio. W 1877 należał do grona założycieli pierwszej szkoły średniej na ziemiach albańskich (Collegio Saveriano w Szkodrze). W grudniu 1892 mianowany przez papieża Leona XIII ordynariuszem archidiecezji skopijskiej. 5 maja 1893 otrzymał sakrę biskupią z rąk abp Szkodry Pasquale Gueriniego. W przeciwieństwie do swoich poprzedników, Trokshi sprzeciwiał się tendencjom do slawizacji parafii zdominowanych przez ludność albańską. Z jego inicjatywy po długiej przerwie rozpoczęła działalność szkoła albańska w Stublli. Jego działalność napotykała sprzeciw wśród chorwackich katolików, ale także ze strony konsula austro-węgierskiego, który uważał Trokshiego za osobę niestabilną emocjonalnie, nadużywającą alkoholu. 29 kwietnia 1908 Trokshi złożył rezygnację ze stanowiska na ręce papieża Piusa X, a jego miejsce zajął abp Lazër Mjeda. W 19i09 został mianowanym biskupem tytularnym Nacolli (Nakoleanu). Zmarł w Rzymie.